# In the Summertime
In the Summertime (engl. etwa für: „In der Sommerzeit“) ist ein von Ray Dorset geschriebener und von der britischen Band Mungo Jerry im Jahre 1970 veröffentlichter Popsong, der als umsatzstärkster Sommerhit aller Zeiten gilt.

## Entstehungsgeschichte
Mungo Jerry war erst wenige Monate vor Veröffentlichung des Titels gegründet und entdeckt worden. Als Entdecker gilt der Produzent Barry Murray von Pye Records. Dieser war auf der Suche nach einer ungewöhnlichen Band für das Progressive-Tochterlabel Dawn. 

Mungo Jerry - In the Summertime (Maxi-Single)

Erst Ende April 1970 legte man sich auf den Gruppennamen Mungo Jerry fest und nahm unter Aufsicht von Produzent Barry Murray insgesamt 17 Titel auf, darunter auch das von Gruppengründer Ray Dorset geschriebene In the Summertime. Dorset hatte den Song nicht als Sommerhit konzipiert, sondern wollte damit allgemein den leichten Lebensstil glorifizieren. Produzent Murray entschied sich mit großer Sicherheit für In the Summertime als erste Plattenveröffentlichung der Gruppe, obwohl die Band eigentlich den zweiten A-Seitentitel Mighty Man als Single haben wollte (auch dieser Song wurde allerdings in den Radiostationen 1970 oft gespielt). Am 22. Mai 1970 erschien dann unter der Katalognummer Dawn DNX 2502 zunächst keine gewöhnliche Single, die erste Veröffentlichungsform war vielmehr die weltweit erste Maxi-Single. Sie wurde zum selben Preis wie die erst später herausgebrachte Single verkauft. Die Veröffentlichung war insofern ungewöhnlich, als die Platte mit nur 33 Umdrehungen pro Minute (wie eine LP) abzuspielen war (anstatt der üblichen 45). Zudem war sie in einer bebilderten Hülle erhältlich; dieses Prinzip sollte in England erst Jahre danach verbreitet Anwendung finden. In the Summertime war somit die erste Maxi-Single der Welt und Vorreiter für spätere Maxi-Singles bzw. heutige Maxi-CDs. 

Mungo Jerry - In the Summertime (Single)

Erst für den Gebrauch in Musikboxen entschied sich das Mutterlabel Pye Records für eine echte Single (Katalognummer Pye 7N 2502), die inzwischen als Sammlerrarität gehandelt wird. Banjo-Spieler Paul King bläst, ähnlich wie bei einer Jug-Band, über eine bauchige Weinflasche und erzeugt so zusammen mit dem Stomp-Board des Gitarristen und Sängers Ray Dorset, dem klackenden Kontrabass von Mike Cole und dem Honky Tonk-Piano von Colin Earl einen charakteristischen, rhythmisch swingenden schlagzeuglosen Goodtime-Sound, der eine Mixtur aus Blues, Skiffle und Latin-Music ist. Der Song wurde – gegen landläufige Berichte der Medien – ohne den Einsatz eines Waschbretts aufgenommen. Percussionspieler Joe Rush verstärkte die Band nur auf ihrem medial erfolgreich absolvierten Live-Konzert ("Mungomania") auf dem Hollywood-Festival und dem Chart-Album "You don´t have to be in the Army" (1972), das erst zwei Jahre später erschien. Die Musik von In the Summertime ist eingängig und mit einer einfachen Melodie versehen, die einen starken Wiedererkennungswert besitzt. Der Text feiert die sorglose Sommerzeit mit Alkohol, Autos und Mädchen und erreichte durch sein perfektes Timing den Status des typischen Sommerhits, wobei der Titel nur am Anfang und Ende des Textes gesungen wird und ohne einen Refrain (Hookline) auskommt. Um die Aufnahme zu verlängern, wurde ein startendes Motorengeräusch eingepegelt, einem Triumph-Sportwagen des Tontechnikers Howard Barry, dessen vorbeifahrendes Geräusch im Stereo-Effekt durch Wechsel der Stereo-Kanäle zum Ausdruck gebracht wird. Zusammen mit Mighty Man und der B-Seite Dust Pneumonia Blues erschien der Titel als weltweit erste Maxi-Single.
Einen Tag nach Veröffentlichung trat die Band erstmals unter dem Namen Mungo Jerry beim Hollywood Music Festival in Newcastle im Rahmenprogramm auf, wo der Newcomer bei den Zuschauern für Begeisterung sorgte. Die Zuschauer wählten nicht Grateful Dead oder eine der anderen namhaften Bands für einen Wiederholungsauftritt am nächsten Tag aus, sondern Mungo Jerry. Das entsprechende Medienecho und der Rummel um "Mungomania" verhalf dem frisch als Single veröffentlichten Titel In the Summertime schnell zu großer Popularität, zu Airplay auf allen Radiostationen und folglich zu rasantem Erfolg.

## Rezeption
Der Song stieg am 6. Juni 1970 in die britischen Charts ein, wo er ab der zweiten Woche sieben Wochen lang Platz eins belegte. In the Summertime erreichte die Spitzenposition in weiteren 26 Ländern, darunter auch in Deutschland (insgesamt sieben Wochen ab dem 22. August 1970). In den USA gelangte er lediglich bis auf Rang drei. Während in Großbritannien 800.000 Stück abgesetzt wurden, gingen in Frankreich insgesamt eine Million Exemplare über die Ladentheke, davon allein 400.000 im ersten Monat nach der Veröffentlichung (am 23. November 1971 wurde Mungo Jerry im Pariser Olympia die Goldene Schallplatte verliehen). Mit sechs Millionen Exemplaren war der Titel 1970 weltweit die meistverkaufte Single. Die geschätzte Gesamtverkaufszahl der Single - die auch im Original mehrfach veröffentlicht wurde (u. a. noch einmal 2005 von Pye/Dawn kurz vor dem Wechsel von Mungo Jerry zur Plattenfirma Polydor) variiert stark: Experten gehen von 23 Millionen Stück aus (für diesen Wert wurde Mungo Jerry im Jahr 2000 der Sony-Award "für den größten Sommerhit aller Zeiten" verliehen); die Zahl von 30 Millionen Exemplaren schließt Veröffentlichungen auf Compilation-LPs und -CDs mit ein. Ungeachtet der unterschiedlichen Umsatzangaben gilt In the Summertime bis heute als erfolgreichster Sommerhit überhaupt.
Übersetzt wurde das Stück in mehr als 40 Sprachen, darunter auch Chinesisch.

### Chartplatzierungen
| ChartsChartplatzierungen       | Höchstplatzierung | Wochen/ Monate |
| ------------------------------ | ----------------- | -------------- |
| Deutschland (GfK)              | 1 (6 Mt.)         | 6 Mt.          |
| Österreich (Ö3)                | 1 (4,5 Mt.)       | 4,5 Mt.        |
| Schweiz (IFPI)                 | 1 (20 Wo.)        | 20 Wo.         |
| Vereinigte Staaten (Billboard) | 3 (13 Wo.)        | 13 Wo.         |
| Vereinigtes Königreich (OCC)   | 1 (20 Wo.)        | 20 Wo.         |

| ChartsJahrescharts (1970)      | Platzierung |
| ------------------------------ | ----------- |
| Deutschland (GfK)              | 5           |
| Österreich (Ö3)                | 2           |
| Schweiz (IFPI)                 | 2           |
| Vereinigte Staaten (Billboard) | 53          |

### Auszeichnungen für Musikverkäufe
| Land/Region                  | Auszeichnungen für Musikverkäufe (Land/Region, Auszeichnung, Verkäufe) | Verkäufe  |
| ---------------------------- | ---------------------------------------------------------------------- | --------- |
| Vereinigte Staaten (RIAA)    | Gold                                                                   | 1.000.000 |
| Vereinigtes Königreich (BPI) | Gold                                                                   | 400.000   |
| Insgesamt                    | 2× Gold ·                                                              | 1.400.000 |

## Coverversionen
Seit dem Erscheinungsjahr wurde In the Summertime von zahlreichen Interpreten neu eingespielt, 52 Coverversionen sind belegt. Sogar Bob Dylan spielte den Mungo Jerry-Song auf einem Bootleg ein. Das erfolgreichste Cover gelang Shaggy 1995, nachdem Mungo Jerry selbst als Mungo Jerry & Brothers Grimm ein Cover auf den 1. Platz der britischen Indie-Charts geführt hatte. Seine Single, deren Musik Originalinterpret Mungo Jerry (Ray Dorset) eigenhändig musikalisch selbst neu eingespielt hatte, erreichte 1995 in den USA und in Großbritannien als Nachfolge-Single von "Mr. Bombastic" die Nr. 1-Platzierung der Hitparade. Ein Jahr später wurde die Shaggy-Version für den neuen "Flipper-Kinofilm" dann noch einmal neu abgemischt und erreichte wiederum die US-Charts. 2010 - dem Jahr des 40-jährigen Jubiläums des Songs - nahm Originalinterpret Mungo Jerry zusammen mit dem Drum-and-Bass-Spezialisten Bluestone und dem Rapper MC Skibadee die Sommer-Hymne im tanzbaren Gewand auf und schaffte in den britischen Dance-Charts eine Top-Twenty-Platzierung (Nr. 15).
- 1970: Elton John
- 1970: The Idle Race
- 1970: The Peddlers
- 1970: The Mixtures
- 1970: Mon Thys (Wenn der Sommer kommt)
- 1977: Herbie Mann
- 1983: Bobby Ox
- 1984: Bob Dylan - es gibt unter dem Songtitel natürlich einen eigenen Song von Bob Dylan/bei den Aufnahmen 1984 im Cherokee-Studio Hollywood/Oceanview Studio L. A. (gleich in vier verschiedenen Versionen) für das 1993 erschienene Wanted Man Music-Bootleg "Important Words" handelt es sich aber wirklich um den Mungo Jerry-Song von Ray Dorset!
- 1987: Mungo Jerry & Brothers Grimm
- 1988: Uffe Persson
- 1989: Headline
- 1991: Die Fantastischen Vier
- 1995: Shaggy feat. Rayvon
- 1996: David Harleyson
- 2003: Fatal Mambo (Magot Tcherí)
- 2005: Friend ’n Fellow
- 2006: Jumpy & Mungo Jerry (In der Winterzeit (In the Wintertime) - als deutsche, englische, französische und italienische Version, sowie als Club Clap Mix)
- 2006: Derek Sherinian feat. Billy Idol & Slash
- 2006: Starlite Singers
- 2007: Bobby Sonic vs. Mungo Jerry
- 2007: Lazlo Bane
- 2007: Phunk Junkeez
- 2010: Daniel Curtis Lee und Adam Hicks
- 2010: Mungo Jerry und Blueston feat. Skibadee